# Anisopogon (plant)
Anisopogon is een geslacht uit de grassenfamilie (Poaceae). De soorten van dit geslacht komen voor in Australië.

## Soorten
Van het geslacht zijn de volgende soorten bekend: 
- Anisopogon avenaceus
- Anisopogon capensis